# Saison 8 de La Vie de famille
Chronologie
Saison 7 Saison 9
Cet article présente la huitième saison de la sitcom américaine La Vie de famille (Family Matters).

## Distribution

### Acteurs principaux
- Reginald VelJohnson (VF : Marc Cassot) : Carl Otis Winslow
- Jo Marie Payton-Noble (VF : Claude Chantal) : Harriette Winslow
- Darius McCrary (VF : Adrien Antoine) : Edward « Eddie » James Arthur Winslow
- Kellie Shanygne Williams (VF : Sarah Marot) : Laura Lee Winslow
- Jaleel White (VF : Gilles Laurent) : Steven Quincy « Steve » Urkel/Myrtle Urkel
- Michelle Thomas : Myra Monkhouse
- Orlando Brown : Jerry Jamal « 3J » Jameson

### Acteurs récurrents
- Rosetta LeNoire (VF : Jane Val) : Estelle « Mamie » Winslow
- Bryton McClure : Richard « Richie » Crawford

## Liste des épisodes

### Épisode 1:Vive Paris [1/3]
- États-Unis : 20 septembre 1996 sur ABC

- Christopher Birt : Gilbert
- Mathieu Delarive : Andre
- Gilles Détroit : Phillipe
- Fily Keita : Nicole

### Épisode 2:Vive Paris [2/3]
- États-Unis : 20 septembre 1996 sur ABC

- Christopher Birt : Gilbert
- Mathieu Delarive : Andre
- Gilles Détroit : Phillipe
- Antoine Herbez : Guy
- Fily Keita : Nicole
- Sylvie Nyamuka : Angelique

### Épisode 3:Vive Paris [3/3]
- États-Unis : 27 septembre 1996 sur ABC

- Christopher Birt : Gilbert
- Gilles Détroit : Phillipe
- Fily Keita : Nicole
- Sylvie Nyamuka : Angelique
- Francis Terzian : Jacques
- Philippe Vittoriani : Bernard

### Épisode 4:Steve s'en va
- États-Unis : 4 octobre 1996 sur ABC

- Jeffrey Asch : Loomis
- Shelley Chester : mère de Deek
- Art Chudabala : Kim Yuck
- Robert Barry Fleming : Mousepad
- Michael Hagiwara : Charles Yuck
- Rob Moore : Deek
- Fred Pierce : père de Deek
- Diana Tanaka : Vivian Yuck

### Épisode 5:Le Petit Fugueur
- États-Unis : 11 octobre 1996 sur ABC

- Orlando Brown : 3J
- Bruce Jarchow : M. Morrison
- Cherie Johnson : Maxine Johnson
- Juan Pope : Curtis

### Épisode 6:La Vérité nue
- États-Unis : 18 octobre 1996 sur ABC

- Orlando Brown : 3J
- Alex Nevil : gardien de la paix Garber
- Ron Orbach : Nick Neidermeyer
- Charles Nelson Reilly : M. Vreeland
- Tammy Townsend : Greta McClure

### Épisode 7:La Créature
- États-Unis : 25 octobre 1996 sur ABC

- eve Brander : Alien
- Orlando Brown : 3J
- Richard Correll : Stevil (voix)
- Josh Ryan Evans : Stevil Double
- Genevieve Geoghan : Princess

### Épisode 8:Une leçon de karaté
- États-Unis : 1er novembre 1996 sur ABC

- Orlando Brown : 3J
- Rio Dekin : Renaldo
- Jason David Frank : Skull
- Bryton James : Richie Crawford
- Christel Khalil : Angela
- Maya Lott : bébé
- Mayah McCoy : Chante
- Ron Orbach : Nick Niedermeyer
- Aiysha Sinclair : Dornita

### Épisode 9:Le Retour
- États-Unis : 8 novembre 1996 sur ABC

- Ricky Bell : lui-même
- Michael Lamont Bivins : lui-même
- Bobby Brown : lui-même
- Orlando Brown : 3J
- Ronnie DeVoe : lui-même
- Johnny Gill : lui-même
- Tammy Townsend : Greta McClure

### Épisode 10:Le Cauchemar d'Eddie
- États-Unis : 15 novembre 1996 sur ABC

- Drew Antzis : livreur
- William Hubbard Knight : pasteur
- Tammy Townsend : Greta McClure

### Épisode 11:Ce soir on vous met le feu
- États-Unis : 22 novembre 1996 sur ABC

- Orlando Brown : 3J
- Chuck Lacey : commandant Kovinsky
- Dick O'Neill : commissaire Geiss

### Épisode 12:Le Juré clairvoyant
- États-Unis : 6 décembre 1996 sur ABC

- Brad Blaisdell : Joey Bozelli
- Orlando Brown : 3J
- Patrice Chanel : avocat de la défense
- Dan Gerrity : procureur
- Randee Heller : Juge Jennifer Mooney
- Pamela Kosh : Natalie
- Rick LaFond : Vince
- George Lugg : David Hayes
- Jon Menick : huissier

### Épisode 13:Les Joyeux Bûcherons
- États-Unis : 13 décembre 1996 sur ABC

- Juan Pope : Curtis

### Épisode 14:Soirée béta
- États-Unis : 3 janvier 1997 sur ABC

- Gregg Binkley : Lionel
- Jennie Kwan : Kimberly
- Monique Lanier : Monica
- Sanaa Lathan : Allison
- Ron Orbach : Nick
- Michael D. Weatherred : Clifford

### Épisode 15:Jalousie
- États-Unis : 17 janvier 1997 sur ABC

- Orlando Brown : 3J
- Cherie Johnson : Maxine Johnson
- Juan Pope : Curtis

### Épisode 16:Voyage dans le temps
- États-Unis : 31 janvier 1997 sur ABC

- Tangie Ambrose : Mme Scott
- Jeff Coopwood : M. Marshall
- Tony Edwards : M. Scott
- Cynthia Graham : Mme Marshall
- April Tatro : artiste

### Épisode 17:Ce soir je serai la plus belle
- États-Unis : 7 février 1997 sur ABC

- Cherie Johnson : Maxine Johnson
- Emmanuel Lewis : Emmanuel Lewis
- Tammy Townsend : Greta McClure

### Épisode 18:La Fête des amoureux
- États-Unis : 14 février 1997 sur ABC

- Orlando Brown : 3J
- Cherie Johnson : Maxine Johnson
- Mari Morrow : Oneisha
- Kyla Pratt : Kelsey Webster
- Tammy Townsend : Greta McClure

### Épisode 19:Que savez-vous?
- États-Unis : 28 février 1997 sur ABC

- Leo D. Frank III : régisseur
- Monty Hoffman : Lyle
- Cherie Johnson : Maxine Johnson
- David Ruprecht : Lee

### Épisode 20:Petit boulot, Bobo
- États-Unis : 14 mars 1997 sur ABC

- Doug Cox : acheteur d'arachide #1
- Jack Esformes : acheteur d'arachide #2
- Renee Hughes : jolie fille (non confirmée)
- David B. Levinson : petit-ami de Wimpy
- Todd Susman : Nick
- Iqbal Theba : Zoohair Bhutto
- Wendy Worthington : dame à la barbe à papa
- John William Young : gars au Hot-dog
- Marlon Young : Willie

### Épisode 21:Au bord de la catastrophe
- États-Unis : 28 mars 1997 sur ABC

- Carmen Carter : chanteur #1
- Lorraine Devon Wilke :
- Lynette Lane : Kimberly
- Gigi Worth : chanteur #2
- George Wyner : M. Tolbert

### Épisode 22:Adieu rondeurs!
- États-Unis : 25 avril 1997 sur ABC

- Orlando Brown : 3J
- Rif Hutton : pasteur Fuller
- Donna Summer : tante Oona

### Épisode 23:Le Retour du frère prodigue
- États-Unis : 2 mai 1997 sur ABC

- Ted Lange : Frank Winslow
- Tony Longo : Butterball
- John Mariano : speaker
- Dick O'Neill : commissaire Geiss
- Brian J. Williams : homme dans le pneu

### Épisode 24:À l'abordage
- États-Unis : 9 mai 1997 sur ABC

- Brian Blondell : Chef
- Peter Dennis : capitaine Hightower
- Cherie Johnson : Maxine Johnson
- Matt Landers : Flint
- Pat Millicano : Killigrew
- Kelly Perine : Petey

## Anecdotes
- Orlando Brown rejoint le casting. Il est absent pour quatorze épisodes.
- Shawn Harrison ne fait plus partie de la série.
- Michelle Thomas est absente de treize épisodes.
- Rosetta LeNoire et Bryton McClure apparaissent maintenant en tant qu'acteurs récurrents.